# Andregot Galindes
Andregot Galindes (?, ca. 910/918 – Aibar, 971/972) va ser comtessa d'Aragó de 922 a 942, i pel seu matrimoni amb Garcia Sanxes I va ser reina de Pamplona de 935 a 942 aproximadament, quan sembla que va ser repudiada pel seu marit. Després de la nul·litat matrimonial, va cedir els drets sobre el comtat d'Aragó al seu fill, encara menor d'edat. Amb tot, va conservar el títol de reina i va establir-se a l'àrea de Lumbier, dotada de béns immobles i on es citada com a governant.

## Orígens
Va néixer a la dècada del 910, el mateix any o bé més tard, vers 918. Era filla de l'anterior comte, Galí II Asnar i de la seva muller, Sança Garcés, filla del noble Garcia Ximenes, que va ser regent del regne de Pamplona, i d'Ònnega Rebelle de Sangüesa.

## Comtessa i reina
En general, es considera que va ser comtessa d'Aragó a la mort del seu pare el 922.
Segons Thierry Stasser, el seu oncle, Sanç I va prendre el control del comtat, tot i que el difunt comte deixava tres hereves: Toda, la mateixa Andregot i Belasquita. És probable, que fossin portades a la cort de Pamplona, es criessin amb els seus cosins, i Andregot fos promesa amb l'hereu del rei, que, a més, era el seu cosí germà.
El matrimoni es va celebrar fins a 932 o 935, en una conjuntura política especial, quan la reina Toda, vídua de Sanç I, va mantenir una entrevista a Calahorra l'estiu de 934 amb el califa Abd-ar-Rahman III, del qual va obtenir el reconeixement del seu fill, Garcia Sanxes I, com a «senyor» de Pamplona i de les terres de La Rioja al voltant de la ciutat de Nájera.
En tot cas, arran del matrimoni va aportar el comtat d'Aragó al regne de Pamplona. Segons Ángel Martín, el comtat va ser integrat en circumstàncies concretes desconegudes, perquè també hi tenien dret les seves germanes, especialment Toda, la més gran, que era nascuda del primer matrimoni del difunt comte amb Acibel·la de Gascunya, però que no va reclamar-lo.
Del matrimoni amb Garcia Sanxes va néixer el successor al tron, Sanç Garcés II.

## Retir
Entre 941 i 942, Andregot va ser repudiada pel seu marit. Garcia Sanxes va aprofitar els seus interessos envers el regne de Lleó per concertar el seu matrimoni amb Teresa, filla de Ramir II de Lleó. Per anul·lar el matrimoni va al·legar que el matrimoni no era vàlid per raó de parentesc, atès que eren cosins germans, altrament un motiu gens freqüent en un moment que hi havia una gran endogàmia entre els governants del moment.
La ruptura no va impedir que a la mort de Garcia Sanxes el 972, el seu fill Sanç II, nascut d'Andregot, heretés el regne, i fins i tot comptés amb la col·laboració del seu germanastra, Ramir Garcés, nascut del segon matrimoni del seu pare. A més, amb la dissolució del matrimoni, els drets del comtat van passar directament al seu fill, que va governar sobre el comtat en assolir la majoria d'edat.
Pel que fa a la seva vida, poc se sap fins a la mort del seu exmarit, i només apareix amb posterioritat a Lumbier utilitzant el títol de reina, i donatada de béns immobles i on es diu que regnava. Com a tal també va encapçalar, juntament amb el seu fill i la seva muller, Urraca Fernández, la donació de la vila de Javier de Martes a favor del monestir de San Pedro de Sirena. També va fer de mediadora en un conflicte d'interessos a favor de l'església de Santa Maria i San Saturnino de Lisabe.
No se sap amb seguretat si va conviure amb la seva germana Belasquita, casada amb un noble local. En tot cas, si es diu que durant el retir Andregot, amb la col·laboració de diverses ancianes, va fer posar per escrit els antecedents de la seva família remuntant-se fins al seu rebesavi, Asnar I Galí, coetani de Carlemany.
La seva mort se situa entre el 29 de juny de 971 i el 14 de juliol de 972, hom afirma que a la vila d'Aibar.